# Lista planetelor minore/168101–168200
Aceasta este Lista planetelor minore/168101–168200; pentru a naviga prin lista completă vezi Lista planetelor minore.
Pentru ale detalii vezi și Proiect:Astronomie sau Portal:Astronomie.
| Nume              | Denumire provizorie | Data descoperirii | Locul descoperirii   | Descoperitor(i)        |
| ----------------- | ------------------- | ----------------- | -------------------- | ---------------------- |
| 168101 -          | 2006 DJ210          | 20 februarie 2006 | Kitt Peak            | Spacewatch             |
| 168102 -          | 2006 DB212          | 25 februarie 2006 | Kitt Peak            | Spacewatch             |
| 168103 -          | 2006 DS212          | 27 februarie 2006 | Catalina             | CSS                    |
| 168104 -          | 2006 EQ8            | 2 martie 2006     | Kitt Peak            | Spacewatch             |
| 168105 -          | 2006 EJ19           | 2 martie 2006     | Kitt Peak            | Spacewatch             |
| 168106 -          | 2006 EK41           | 4 martie 2006     | Kitt Peak            | Spacewatch             |
| 168107 -          | 2006 EQ41           | 4 martie 2006     | Catalina             | CSS                    |
| 168108 -          | 2006 EM51           | 4 martie 2006     | Kitt Peak            | Spacewatch             |
| 168109 -          | 2006 EN53           | 2 martie 2006     | Mount Lemmon         | Mount Lemmon Survey⁠(d) |
| 168110 -          | 2006 EE61           | 5 martie 2006     | Kitt Peak            | Spacewatch             |
| 168111 -          | 2006 EZ62           | 5 martie 2006     | Kitt Peak            | Spacewatch             |
| 168112 -          | 2006 FG             | 19 martie 2006    | Socorro              | LINEAR                 |
| 168113 -          | 2006 FB3            | 23 martie 2006    | Kitt Peak            | Spacewatch             |
| 168114 -          | 2006 FU8            | 23 martie 2006    | Mount Lemmon         | Mount Lemmon Survey⁠(d) |
| 168115 -          | 2006 FQ9            | 24 martie 2006    | RAS⁠(d)               | A. Lowe⁠(d)             |
| 168116 -          | 2006 FL11           | 23 martie 2006    | Kitt Peak            | Spacewatch             |
| 168117 -          | 2006 FW11           | 23 martie 2006    | Kitt Peak            | Spacewatch             |
| 168118 -          | 2006 FS23           | 24 martie 2006    | Kitt Peak            | Spacewatch             |
| 168119 -          | 2006 FZ27           | 24 martie 2006    | Mount Lemmon         | Mount Lemmon Survey⁠(d) |
| 168120 -          | 2006 FM30           | 25 martie 2006    | Kitt Peak            | Spacewatch             |
| 168121 -          | 2006 FN32           | 25 martie 2006    | Kitt Peak            | Spacewatch             |
| 168122 -          | 2006 FV34           | 25 martie 2006    | Palomar              | NEAT                   |
| 168123 -          | 2006 FP37           | 24 martie 2006    | Siding Spring        | SSS                    |
| 168124 -          | 2006 FL44           | 23 martie 2006    | Mount Lemmon         | Mount Lemmon Survey⁠(d) |
| 168125 -          | 2006 FS44           | 24 martie 2006    | Anderson Mesa        | LONEOS                 |
| 168126 Chengbruce | 2006 GK             | 1 aprilie 2006    | Lulin Observatory⁠(d) | Q.-z. Ye               |
| 168127 -          | 2006 GC3            | 6 aprilie 2006    | Ottmarsheim⁠(d)       | C. Rinner              |
| 168128 -          | 2006 GO7            | 2 aprilie 2006    | Kitt Peak            | Spacewatch             |
| 168129 -          | 2006 GS19           | 2 aprilie 2006    | Kitt Peak            | Spacewatch             |
| 168130 -          | 2006 GD28           | 2 aprilie 2006    | Kitt Peak            | Spacewatch             |
| 168131 -          | 2006 GZ31           | 6 aprilie 2006    | Catalina             | CSS                    |
| 168132 -          | 2006 GG32           | 6 aprilie 2006    | Siding Spring        | SSS                    |
| 168133 -          | 2006 GE37           | 8 aprilie 2006    | Mount Lemmon         | Mount Lemmon Survey⁠(d) |
| 168134 -          | 2006 GP37           | 9 aprilie 2006    | Kitt Peak            | Spacewatch             |
| 168135 -          | 2006 GU38           | 6 aprilie 2006    | Siding Spring        | SSS                    |
| 168136 -          | 2006 GP41           | 7 aprilie 2006    | Catalina             | CSS                    |
| 168137 -          | 2006 GD42           | 9 aprilie 2006    | Socorro              | LINEAR                 |
| 168138 -          | 2006 GW49           | 7 aprilie 2006    | Catalina             | CSS                    |
| 168139 -          | 2006 GA50           | 7 aprilie 2006    | Siding Spring        | SSS                    |
| 168140 -          | 2006 GB52           | 8 aprilie 2006    | Siding Spring        | SSS                    |
| 168141 -          | 2006 HL             | 18 aprilie 2006   | Kitt Peak            | Spacewatch             |
| 168142 -          | 2006 HB3            | 18 aprilie 2006   | Kitt Peak            | Spacewatch             |
| 168143 -          | 2006 HX7            | 18 aprilie 2006   | Kitt Peak            | Spacewatch             |
| 168144 -          | 2006 HP8            | 19 aprilie 2006   | Kitt Peak            | Spacewatch             |
| 168145 -          | 2006 HA24           | 20 aprilie 2006   | Kitt Peak            | Spacewatch             |
| 168146 -          | 2006 HY24           | 20 aprilie 2006   | Kitt Peak            | Spacewatch             |
| 168147 -          | 2006 HV27           | 20 aprilie 2006   | Kitt Peak            | Spacewatch             |
| 168148 -          | 2006 HP30           | 25 aprilie 2006   | RAS⁠(d)               | A. Lowe⁠(d)             |
| 168149 -          | 2006 HH31           | 18 aprilie 2006   | Anderson Mesa        | LONEOS                 |
| 168150 -          | 2006 HA33           | 19 aprilie 2006   | Palomar              | NEAT                   |
| 168151 -          | 2006 HC35           | 19 aprilie 2006   | Mount Lemmon         | Mount Lemmon Survey⁠(d) |
| 168152 -          | 2006 HO40           | 21 aprilie 2006   | Catalina             | CSS                    |
| 168153 -          | 2006 HJ42           | 23 aprilie 2006   | Kitt Peak            | Spacewatch             |
| 168154 -          | 2006 HM42           | 23 aprilie 2006   | Socorro              | LINEAR                 |
| 168155 -          | 2006 HY46           | 20 aprilie 2006   | Kitt Peak            | Spacewatch             |
| 168156 -          | 2006 HZ46           | 20 aprilie 2006   | Kitt Peak            | Spacewatch             |
| 168157 -          | 2006 HE47           | 20 aprilie 2006   | Catalina             | CSS                    |
| 168158 -          | 2006 HQ49           | 25 aprilie 2006   | Socorro              | LINEAR                 |
| 168159 -          | 2006 HH52           | 18 aprilie 2006   | Anderson Mesa        | LONEOS                 |
| 168160 -          | 2006 HB55           | 21 aprilie 2006   | Socorro              | LINEAR                 |
| 168161 -          | 2006 HE57           | 24 aprilie 2006   | Socorro              | LINEAR                 |
| 168162 -          | 2006 HK57           | 24 aprilie 2006   | Anderson Mesa        | LONEOS                 |
| 168163 -          | 2006 HW59           | 24 aprilie 2006   | Anderson Mesa        | LONEOS                 |
| 168164 -          | 2006 HV60           | 27 aprilie 2006   | Bergisch Gladbach⁠(d) | W. Bickel⁠(d)           |
| 168165 -          | 2006 HA61           | 28 aprilie 2006   | Socorro              | LINEAR                 |
| 168166 -          | 2006 HT63           | 24 aprilie 2006   | Kitt Peak            | Spacewatch             |
| 168167 -          | 2006 HU63           | 24 aprilie 2006   | Kitt Peak            | Spacewatch             |
| 168168 -          | 2006 HD69           | 24 aprilie 2006   | Mount Lemmon         | Mount Lemmon Survey⁠(d) |
| 168169 -          | 2006 HP69           | 24 aprilie 2006   | Kitt Peak            | Spacewatch             |
| 168170 -          | 2006 HX76           | 25 aprilie 2006   | Palomar              | NEAT                   |
| 168171 -          | 2006 HM77           | 25 aprilie 2006   | Kitt Peak            | Spacewatch             |
| 168172 -          | 2006 HE80           | 26 aprilie 2006   | Kitt Peak            | Spacewatch             |
| 168173 -          | 2006 HF82           | 26 aprilie 2006   | Kitt Peak            | Spacewatch             |
| 168174 -          | 2006 HG82           | 26 aprilie 2006   | Kitt Peak            | Spacewatch             |
| 168175 -          | 2006 HP83           | 26 aprilie 2006   | Kitt Peak            | Spacewatch             |
| 168176 -          | 2006 HS83           | 26 aprilie 2006   | Kitt Peak            | Spacewatch             |
| 168177 -          | 2006 HU83           | 26 aprilie 2006   | Kitt Peak            | Spacewatch             |
| 168178 -          | 2006 HN84           | 26 aprilie 2006   | Kitt Peak            | Spacewatch             |
| 168179 -          | 2006 HT85           | 27 aprilie 2006   | Kitt Peak            | Spacewatch             |
| 168180 -          | 2006 HV88           | 30 aprilie 2006   | Kitt Peak            | Spacewatch             |
| 168181 -          | 2006 HQ90           | 26 aprilie 2006   | Kitt Peak            | Spacewatch             |
| 168182 -          | 2006 HS90           | 26 aprilie 2006   | Anderson Mesa        | LONEOS                 |
| 168183 -          | 2006 HT96           | 30 aprilie 2006   | Kitt Peak            | Spacewatch             |
| 168184 -          | 2006 HH102          | 30 aprilie 2006   | Kitt Peak            | Spacewatch             |
| 168185 -          | 2006 HV102          | 30 aprilie 2006   | Kitt Peak            | Spacewatch             |
| 168186 -          | 2006 HX108          | 30 aprilie 2006   | Catalina             | CSS                    |
| 168187 -          | 2006 HG114          | 25 aprilie 2006   | Mount Lemmon         | Mount Lemmon Survey⁠(d) |
| 168188 -          | 2006 HN115          | 26 aprilie 2006   | Kitt Peak            | Spacewatch             |
| 168189 -          | 2006 HF117          | 26 aprilie 2006   | Mount Lemmon         | Mount Lemmon Survey⁠(d) |
| 168190 -          | 2006 HA121          | 30 aprilie 2006   | Kitt Peak            | Spacewatch             |
| 168191 -          | 2006 HQ152          | 30 aprilie 2006   | Catalina             | CSS                    |
| 168192 -          | 2006 JZ             | 3 mai 2006        | Reedy Creek          | J. Broughton⁠(d)        |
| 168193 -          | 2006 JH1            | 1 mai 2006        | Kitt Peak            | Spacewatch             |
| 168194 -          | 2006 JT1            | 1 mai 2006        | Socorro              | LINEAR                 |
| 168195 -          | 2006 JZ1            | 1 mai 2006        | Socorro              | LINEAR                 |
| 168196 -          | 2006 JL5            | 3 mai 2006        | Mount Lemmon         | Mount Lemmon Survey⁠(d) |
| 168197 -          | 2006 JV10           | 1 mai 2006        | Kitt Peak            | Spacewatch             |
| 168198 -          | 2006 JR17           | 2 mai 2006        | Mount Lemmon         | Mount Lemmon Survey⁠(d) |
| 168199 -          | 2006 JY18           | 2 mai 2006        | Mount Lemmon         | Mount Lemmon Survey    |
| 168200 -          | 2006 JZ19           | 2 mai 2006        | Kitt Peak            | Spacewatch             |